# Lucas Hernández (urugwajski piłkarz)
Lucas Camilo Hernández Perdomo (ur. 5 sierpnia 1992 w Montevideo) – urugwajski piłkarz występujący na pozycji lewego obrońcy, od 2023 roku zawodnik Peñarolu.